# Lundakarnevalen 2014
Lundakarnevalen  2014 hölls den 16 maj-18 maj 2014 i parken Lundagård i Lund. Temat för 2014 års lundakarneval var Futuralkarneval.
Futuralkarnevalen leddes av karnevalskommittén under ledning av karnevalsgeneral Fanny Ramel. Karnevalskommittén valdes 4 februari 2013 och under hösten 2013 rekryterades alla ledningsgruppspositioner i sektionerna. 9 februari var Uppropet i AF-borgen då 5000 studenter köade för att bli karnevalister i någon av de 31 sektionerna. Lundakarnevalen 2014 bestod av följande sektioner (sektionschefer):
- Barnevalen (Sigrid Eriksson)
- Biljetteriet (Charlotte Abrahamsson)
- Blädderiet (Magdalena Stadler)
- Cirkusen (Patrik Alfredsson)
- Dansen (Maria Arvinder)
- Ekonomisektionen (Joakim Winnerljung)
- Fabriken (Klas Johansson)
- Festmästeriet (Björn Johansson)
- Filmen (Amanda Ralfsson)
- Kabarén (Hanna Ekenberg)
- Klipperiet (Josefine Waldenström)
- Kommunikationssektionen (Clara Luthman)
- Krog L[a]unching Pad (Mathias Kågell)
- Krog Thyme Travel (Sara Gunnarsson)
- Krog Lajka (Anna Sundin)
- Krog Nangilima (Alexander Åström)
- Krog Undervatten (Mattias Dalstål)
- Musiken (Jens Thomá)
- Nöjessektionen (Ragnvi Melin)
- Området (Jonas Kullendorff)
- Radion (Frida Tranvik)
- Revyn (Emelie Ohlin)
- Shoppen (Maria Blomberg)
- Showen (Adam Leckius)
- Snaxeriet (Henrik Melin)
- Spexet (Isabell Erlandsson)
- Säkerhetssektionen (Carl Lundgren)
- Tombolan (Maximilian Moëll)
- Tåget (Mia Hempel)
- Tältnöjessektionen (Astrid Ehlersson)
- Vieriet (Gustav Brattström)

Futuralkarnevalen har utmärkt sig som den talrikaste karnevalen hittills sett till antal karnevalister. Andra nyheter är att Karneveljen, Lundakarnevalens stora kick-off-fest, gick av stapeln på Färs och Frosta Sparbank Arena som rymde 3500 karnevalister - fler än någonsin förut. 2014 års karneval var samtidigt den första att ta fram en egen korv och ett eget kaffe.